# Hypena castaneipalpis
Hypena castaneipalpis là một loài bướm đêm trong họ Erebidae.